# Hokejová branka
Hokejová branka je v hokeji místo, kam musí útočící tým dopravit puk nebo míček, aby skóroval.

## Lední hokej

### Vývoj konstrukce branky

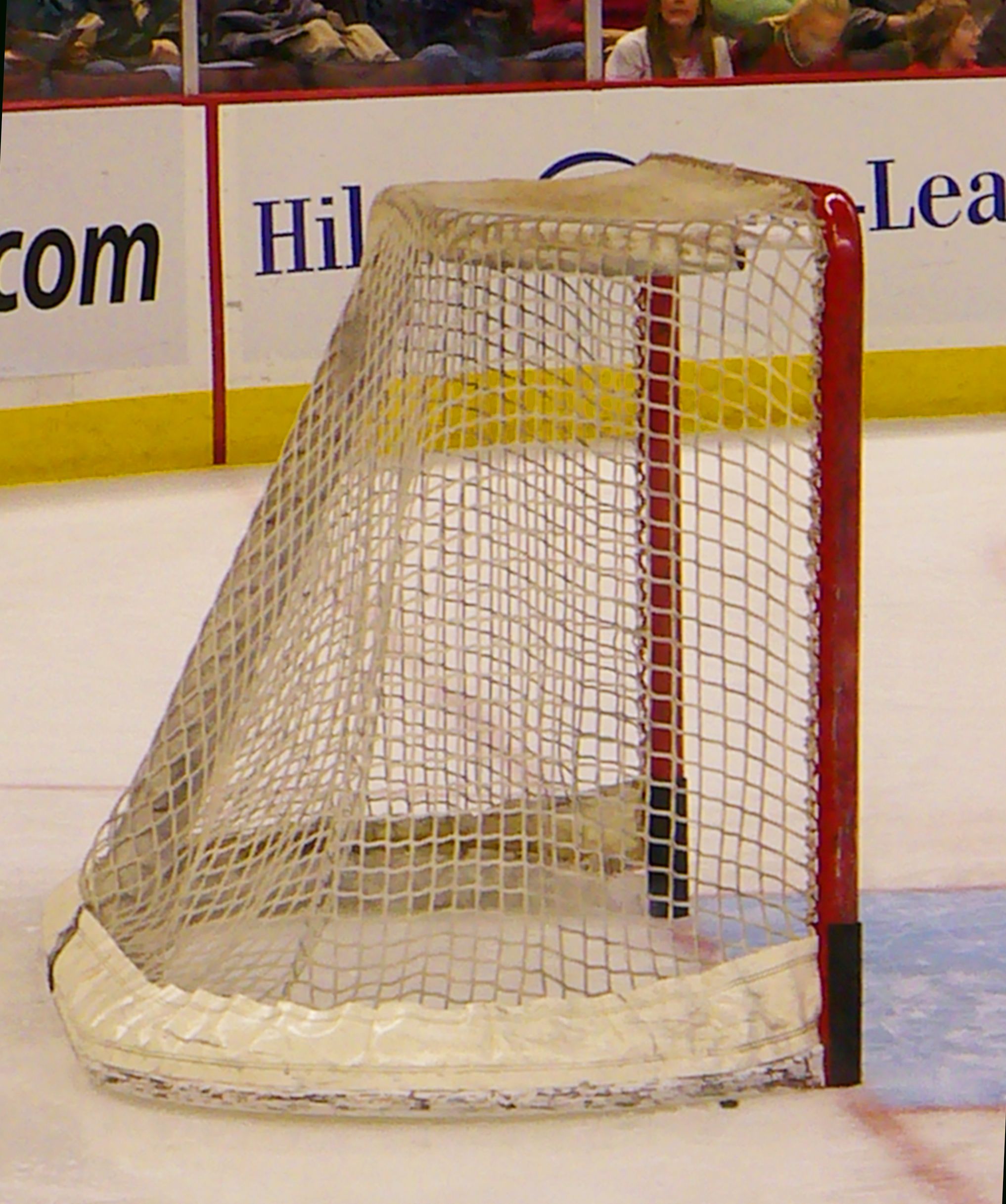
Branka na lední hokej

Branky byly do 30. let 20. století v dřevěném provedení, později kovové. Branka se skládá ze dvou svislých prvků, které jsou v horní části spojeny jednou vodorovnou tyčí. Dle pravidel musí být svislé tyče umístěny 183 cm od sebe a mají výšku 122 cm. Pravidla schválená v roce 1964 určují polohu branky minimálně 3 a maximálně 4 metry od zadních mantinelů. Dále se v pravidlech určuje, že branková konstrukce musí být červené barvy.
Síť zavěšená na brankové konstrukci byla poprvé užita v roce 1900 kanadským rozhodčím Francisem Nelsonem, který ji tam umístil pro větší přehled ve hře a ochranu diváků za brankovištěm.

### Konstrukce a umístění branky ledního hokeje

#### Rozměry
- Rozměry branky podle pravidel NHL jsou 182,88 (72) cm šířka, 121,92 cm výška (48), spodní hloubka 111,76 cm (44) a horní hloubka 45,72 cm (18).
- Rozměry brány podle pravidel IIHF a ČSLH jsou 1,83 x 1,22 m.

#### Umístění a konstrukce
- Každé hřiště musí mít dvě branky, po jedné na každé straně hřiště. Branka je tvořena brankovou konstrukcí a sítí. Otevřená strana branky musí být směrem do středu hřiště.

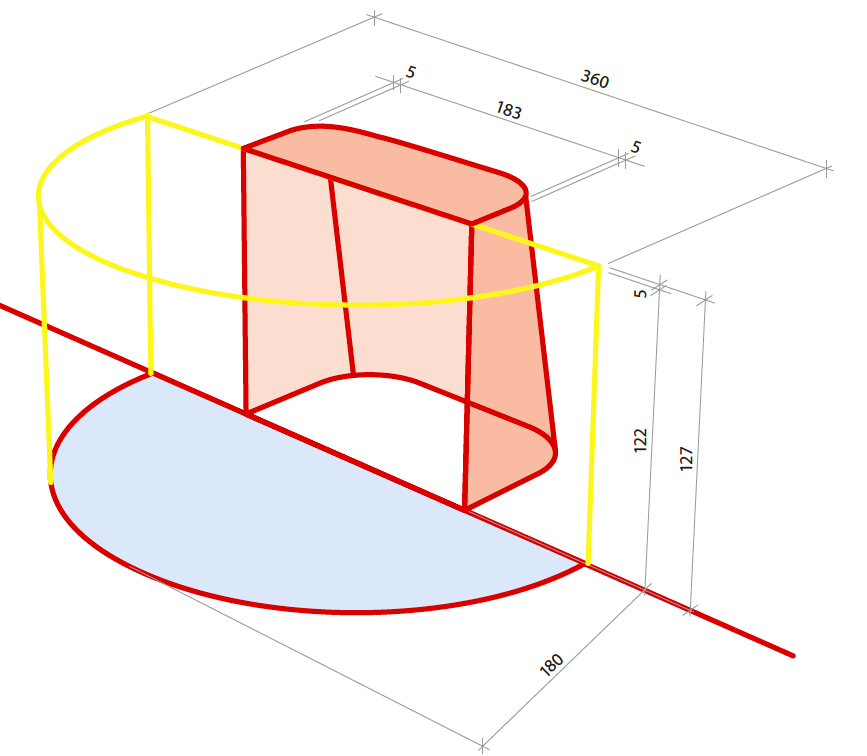
Hokejová brána

- Obě branky musí být umístěny uprostřed čáry zakázaného uvolnění na obou koncích hřiště a musí být upevněny tak, aby se při hře nepohybovaly.
- Pro soutěže IIHF nejvyšší úrovně jsou povinné pružné brankové kolíky udržující branku na místě, ale umožňující vychýlení brankové konstrukce z jejího ukotvení působením značné síly. Totéž je důrazně doporučeno pro ostatní soutěže. Otvory pro brankové kolíky musí být umístěny přesně na čáře zakázaného uvolnění.
- Brankové tyče jsou svislé, 1,22 m vysoké a jsou od sebe vzdáleny 1,83 m (měřeno od vnitřní strany tyčí). Brankové tyče a vodorovná příčná tyč, které tvoří trubkový ocelový rám, jsou předepsaného vzoru, s vnějším průměrem 5 cm.
- Brankové tyče a příčná tyč musí být červené. Všechny ostatní části branky musí být bílé.
- Brankové tyče a vodorovná příčná tyč jsou spojeny bílým rámem na ledě, který je na základně uvnitř branky směrem k zadnímu hrazení a který nese síť, přičemž jeho hloubka musí být 0,6 až 1,12 m.
- Síť z odolných bílých nylonových šňůr musí být bezpečně připevněna na celou zadní stranu brankové konstrukce takovým způsobem, aby zachytila puk v brance poté, co do ní vnikl, a zabránila puku vniknout do branky jinudy než zepředu.

## Jiné hokejové branky
Jiné formy hokeje používají odlišné hokejové branky. Jedná se zejména o:
- pozemní hokej
- hokejbal
- bandy
- rink hokej
- skater hokej
- podvodní hokej